# Țara Galilor
Țara Galilor (în engleză Wales, în galeză Cymru, [ˈkəmrɨ] ⓘ) este o țară componentă a Regatului Unit. Este mărginită de Anglia la est, Marea Irlandei la nord și vest, și Canalul Bristol la sud. În 2011 avea o populație de 3.107.500 și are o suprafață totală de 20.779 km2 (8.023 mi2). Țara Galilor are peste 1.680 mile (2.700 km) de coastă și este în mare parte muntoasă, cu vârfurile cele mai înalte din zonele nordice și centrale, inclusiv Snowdon (Yr Wyddfa), cel mai înalt vârf. Țara se află în zona temperată nordică și are un climat maritim schimbător.
Identitatea națională galeză a apărut printre britoni după retragerea romană din Marea Britanie în secolul al V-lea, iar Țara Galilor este considerată una dintre națiunile celtice moderne. Moartea lui Llywelyn ap Gruffudd în 1282 a marcat finalizarea cuceririi Țării Galilor de către Eduard I al Angliei, deși Owain Glyndŵr a restabilit pentru scurt timp independența Țării Galilor la începutul secolului XIV. Întreaga Țara Galilor a fost anexată de Anglia și încorporată în sistemul juridic englez, în conformitate cu Legile din Țara Galilor Actele 1535 și 1542. Politica distinctă galeză dezvoltată în secolul al XIX-lea. Liberalismul galez, exemplificat la începutul secolului XX de Lloyd George, a fost înlocuit de creșterea socialismului și a Partidul Laburist. Sentimentul național galez a crescut de-a lungul secolului; Plaid Cymru a fost constituită în 1925 și Welsh Language Society în 1962. Înființată în baza Guvernului Țării Galilor din 1998, Adunarea Națională a Țării Galilor este responsabilă pentru o serie de probleme politice defavorizate.
În zorii Revoluției industriale, dezvoltarea industriilor miniere și metalurgice a transformat țara dintr-o societate agricolă într-o națiune industrială; exploatarea South Wales Coalfield a determinat o extindere rapidă a populației Țării Galilor. Două treimi din populație locuiește în Țara Galilor de sud, inclusiv Cardiff, Swansea, Newport și văile din apropiere. Acum că industriile extractive și grele tradiționale ale țării au plecat sau sunt în declin, economia Țării Galilor depinde de sectorul public, de industria ușoară și de servicii și de turism.
Deși Țara Galilor împărtășește îndeaproape istoria sa politică și socială cu restul Marii Britanii și, în timp ce majoritatea populației din majoritatea zonelor vorbește engleza ca primă limbă, țara a păstrat o identitate culturală distinctă. Atât galeza cât și engleza sunt limbi oficiale; peste 560.000 de vorbitori de galeză locuiesc în Țara Galilor, iar limba este vorbită de majoritatea populației din anumite părți din nord și vest. De la sfârșitul secolului al XIX-lea, Țara Galilor și-a dobândit imaginea populară drept „țara cântecului”, în parte datorită tradiției eisteddfod. La multe evenimente sportive internaționale, cum ar fi Campionatul Mondial de Fotbal, Cupa Mondială de Rugby și Jocurile Commonwealthului, Țara Galilor are propriile echipe naționale, deși la Jocurile Olimpice, sportivii galezi concurează ca parte  echipei din Marea Britanie. Rugby union este văzut ca un simbol al identității galeze și o expresie a conștiinței naționale.

## Etimologie
Numele englez Wales provine din cuvântul germanic walh sau waelisc, cuvânt ce se referea la popoarele străine romanizate. Numele nativ în limba galeză este Cymru, dar se preferă varianta modernă Cymry (care înseamnă la modul concret "Țara Cymrilor"). Originea cuvântului Cymry provine din termenul britonic combrogi.
Numele galez pentru angli, saxoni și iuti era sais (singular) și season (plural); acesta este numele galez modern pentru englezi.
Numele latinizat al țării este Cambria. Acest nume apare în denumirea unor entități cum ar fi munți de pe teritoriul ei (Munții Cambrieni), perioada geologică Cambrian, etc.

## Subdiviziuni
Din punct de vedere administrativ, Țara Galilor a fost divizată în 22 de comitate, în 1996. Acestea sunt autorități unitare responsabile cu totalitatea serviciilor locale, inclusiv educația, securitatea socială, mediul și infrastructura. Sub acest nivel există consilii ale comunităților, cu puteri similare cu ale parohiilor civile engleze.
Regina Regatului Unit este reprezentată de un Lord locotenent în opt regiuni ale Țării Galilor, care sunt combinații de comitate. Cele 13 comitate tradiționale ale Țării Galilor sunt, de asemenea, utilizate ca zone geografice.
Statutul de oraș în Regatul Unit este aprobat prin decizii ale reginei. În Țara Galilor există cinci astfel de orașe:
- Bangor
- Cardiff
- Newport
- St David's
- Swansea